# Givira tecmessa
Givira tecmessa is een vlinder uit de familie van de Houtboorders (Cossidae). De wetenschappelijke naam van de soort is voor het eerst gepubliceerd in 1892 door William Schaus.
De soort komt voor in Brazilië (Rio de Janeiro).